# پالایشگاه نهم مجتمع گازی پارس جنوبی
پالایشگاه نهم عنوان نهمین پالایشگاه از پالایشگاه‌های گاز پارس جنوبی می‌باشد که طرح توسعه فاز ۱۲ در آن اجرا شده است.

## موقعیت
میدان گازی فاز ۱۲ واقع در بلوک جنوب شرقی میدان گازی پارس جنوبی و حاشیه خط مرزی با کشور قطر با مساحتی حدود ۲۰۶ کیلومتر مربع می‌باشد که گاز طبیعی خشک آن ۲۱ تریلیون فوت مکعب برآورد می‌شود. تأسیسات فراساحل در حدود ۱۵۰ کیلومتری نوار ساحل قرار داشته و تأسیسات خشکی این فاز در منطقه تمبک (۶۵ کیلومتری شرق عسلویه) قرار دارد.

## ظرفیت
هدف از اجرای این پروژه استخراج و انتقال ۳ میلیارد فوت مکعب گاز در روز از ۴۵ حلقه چاه که بر روی چهار سکوی سرچاهی حفر خواهند شد، می‌باشد که متعاقباً در تأسیسات خشکی شیرین‌سازی شده و به خط لوله سراسری ششم تزریق می‌گردد. میعانات گازی جداشده در پالایشگاه پس از شیرین‌سازی توسط خط لوله زیر دریایی و گوی‌های شناوری صادر می‌شوند. هم چنین امکان انتقال ۲ میلیارد فوت مکعب در روز گاز ترش به تأسیسات ایران ال‌ان‌جی مجاور هم فراهم خواهد شد.

## تاریخ شروع
آذر ۱۳۸۵

## تاریخ راه‌اندازی
این پالایشگاه در تاریخ سه‌شنبه ۲۶ اسفند ۱۳۹۳ با حضور رئیس جمهور وقت، حسن روحانی، افتتاح گردید.

## پیمانکار (پیمانکاران- مشارکت)
شرکت پتروپارس

## منظر اقتصادی و سیاسی
با راه‌اندازی کامل فاز ۱۲ پارس جنوبی که معادل ۳ فاز استاندارد است، حدود ۶ میلیارد دلار درآمد تنها از تولید گاز و بدون احتساب صادرات میعانات گازی این فاز طی یک سال عاید کشور ایران می‌شود.